# Zaloka
Zaloka je naselje u slovenskoj Općini Šentrupertu. Zaloka se nalazi u pokrajini Dolenjskoj i statističkoj regiji Jugoistočnoj Sloveniji. 

## Stanovništvo
Prema popisu stanovništva iz 2002. godine naselje je imalo 45 stanovnika.